# Alpes de Romsdal
Les Alpes de Romsdal (en norvégien Romsdalsalpene) sont un domaine des Alpes scandinaves situé dans le comté de Møre og Romsdal en Norvège. La zone culmine au Store Venjetinden, à 1 852 m d'altitude. La célèbre Trollveggen, une paroi verticale de 1 100 m de haut, ce qui en fait la plus haute d'Europe, est située dans la zone.

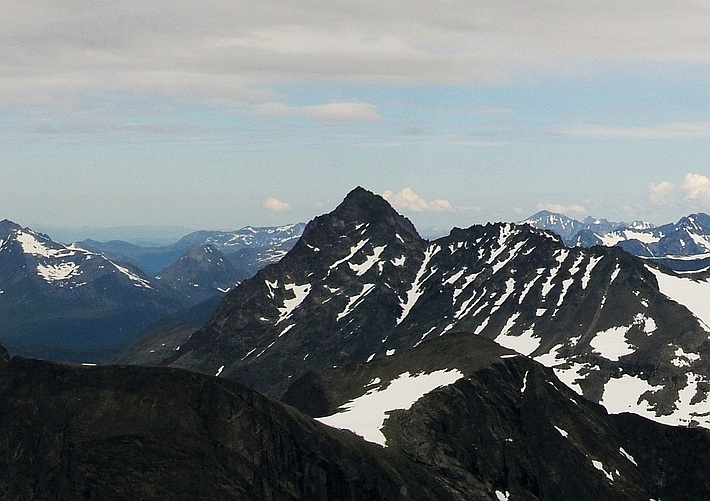
Vue du Store Venjetinden, point culminant des Alpes de Romsdal.